# اوپل زفیرا

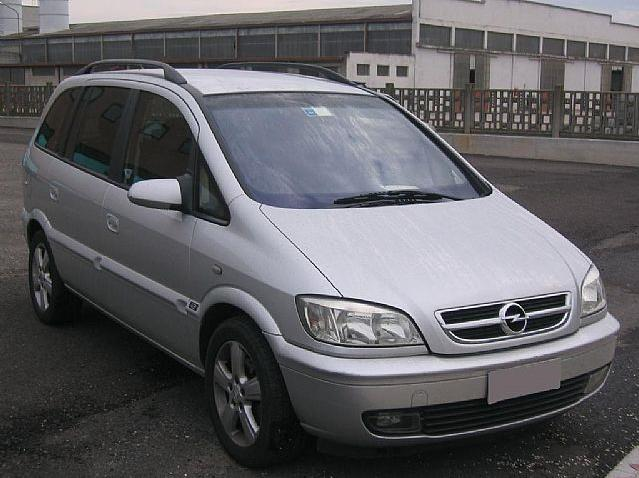

اوپل زفیرا (Opel Zafira) خودرویی است که از سال ۱۹۹۹ تا سال ۲۰۱۹ تولید شده است
این خودرو در کلاس کامپکت ام‌پی‌وی قرار گرفته، طراحی آن خودروهای موتور جلو-محور جلو بوده است.

## نگارخانه

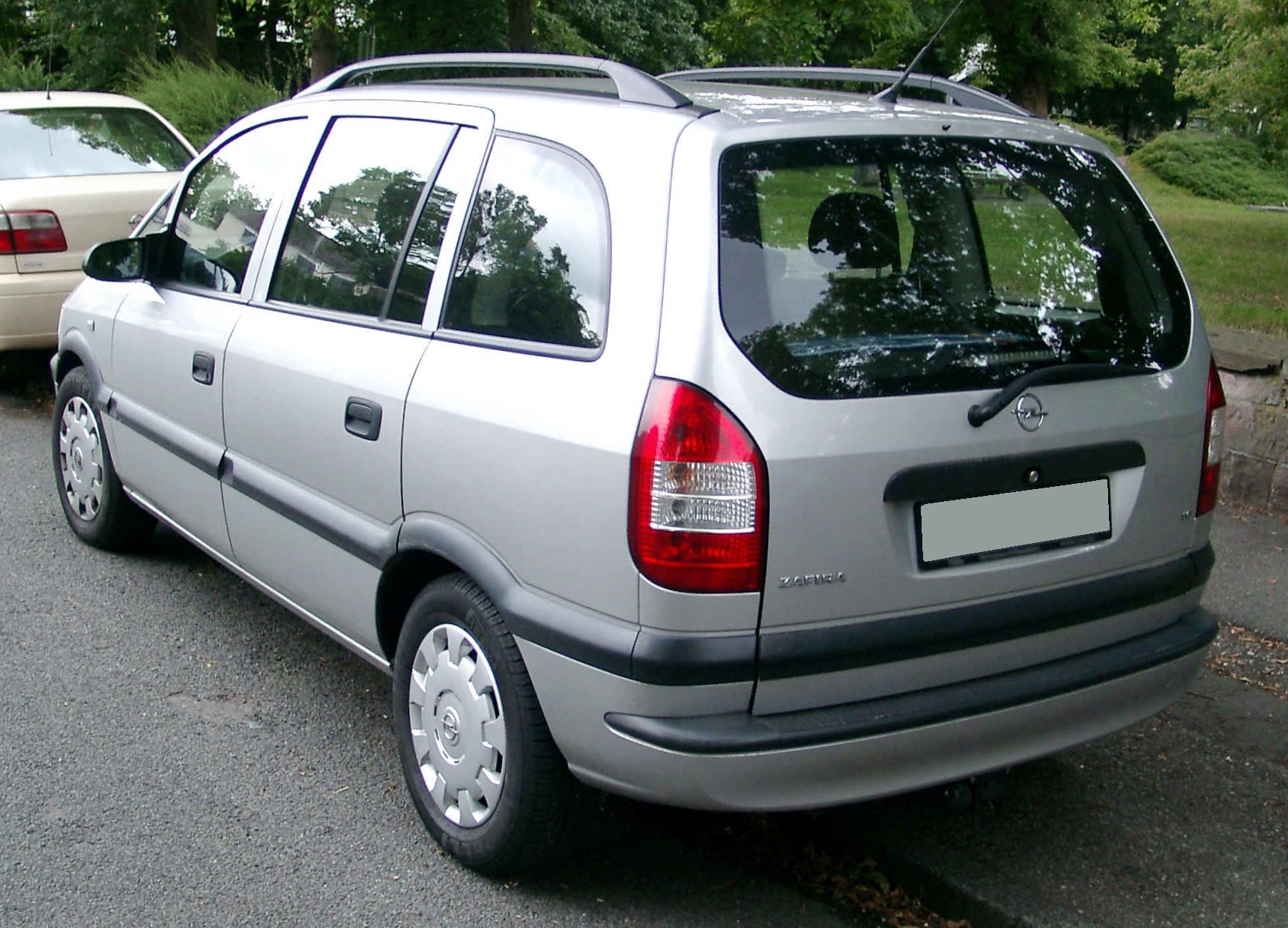
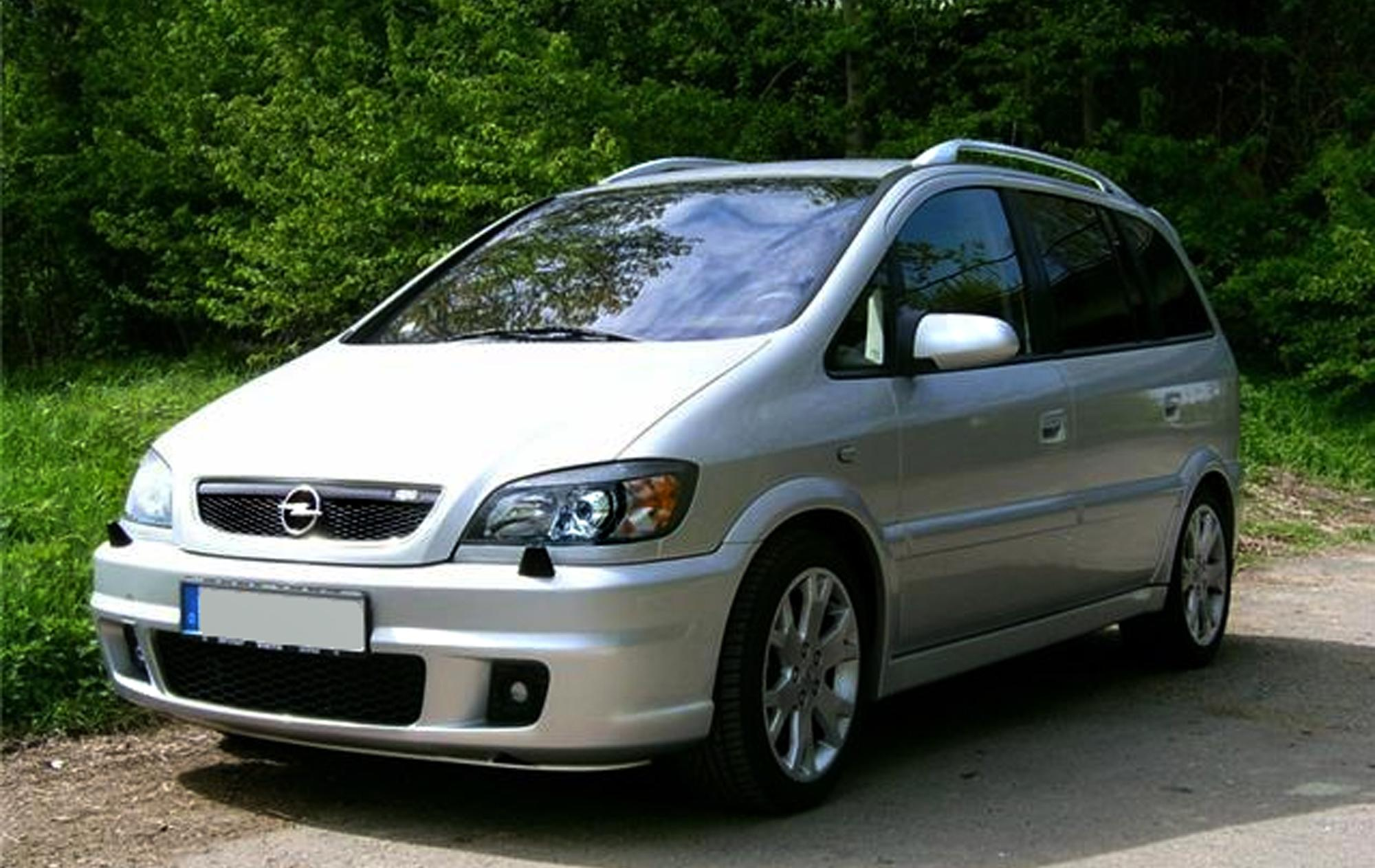
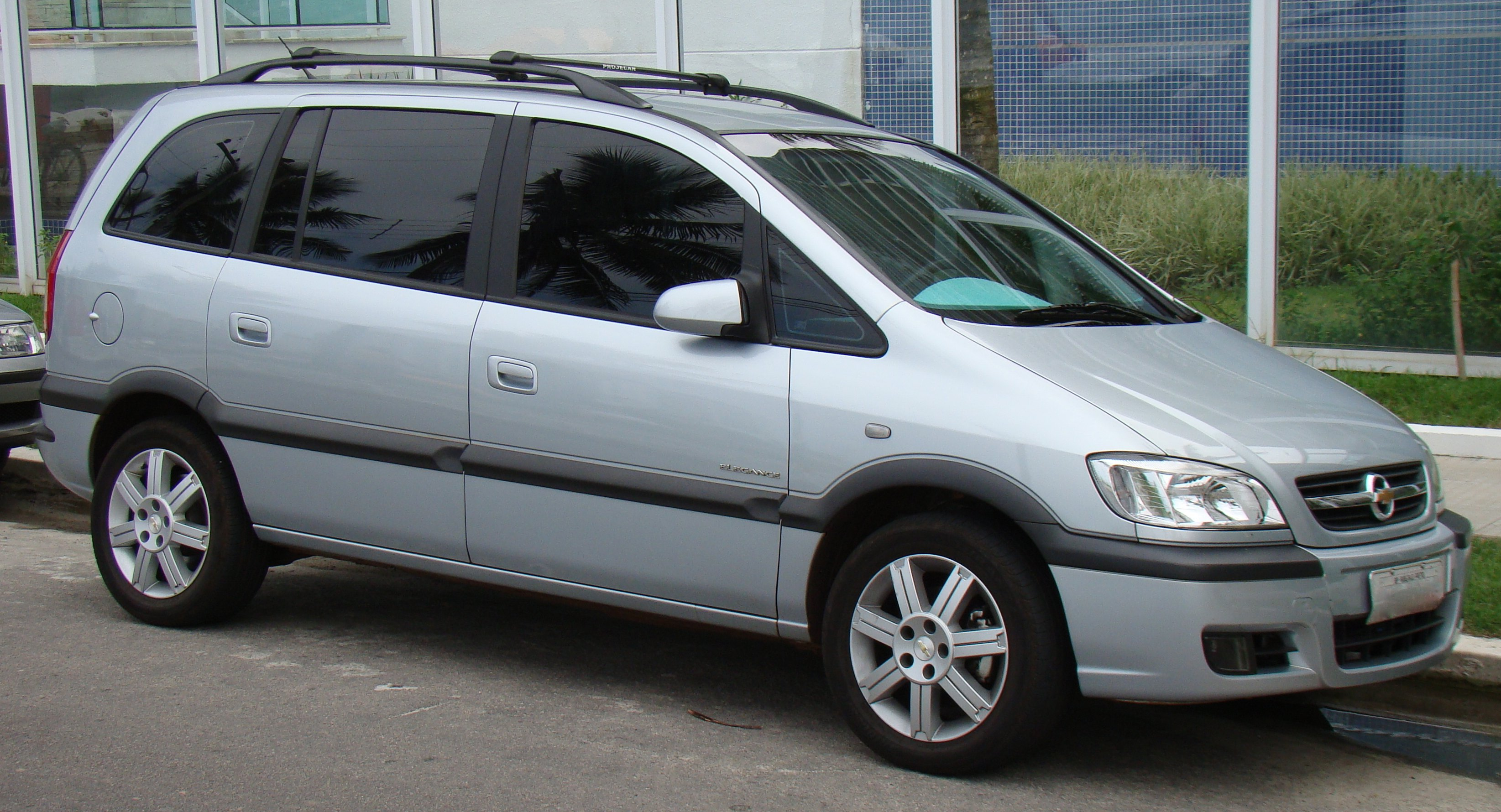
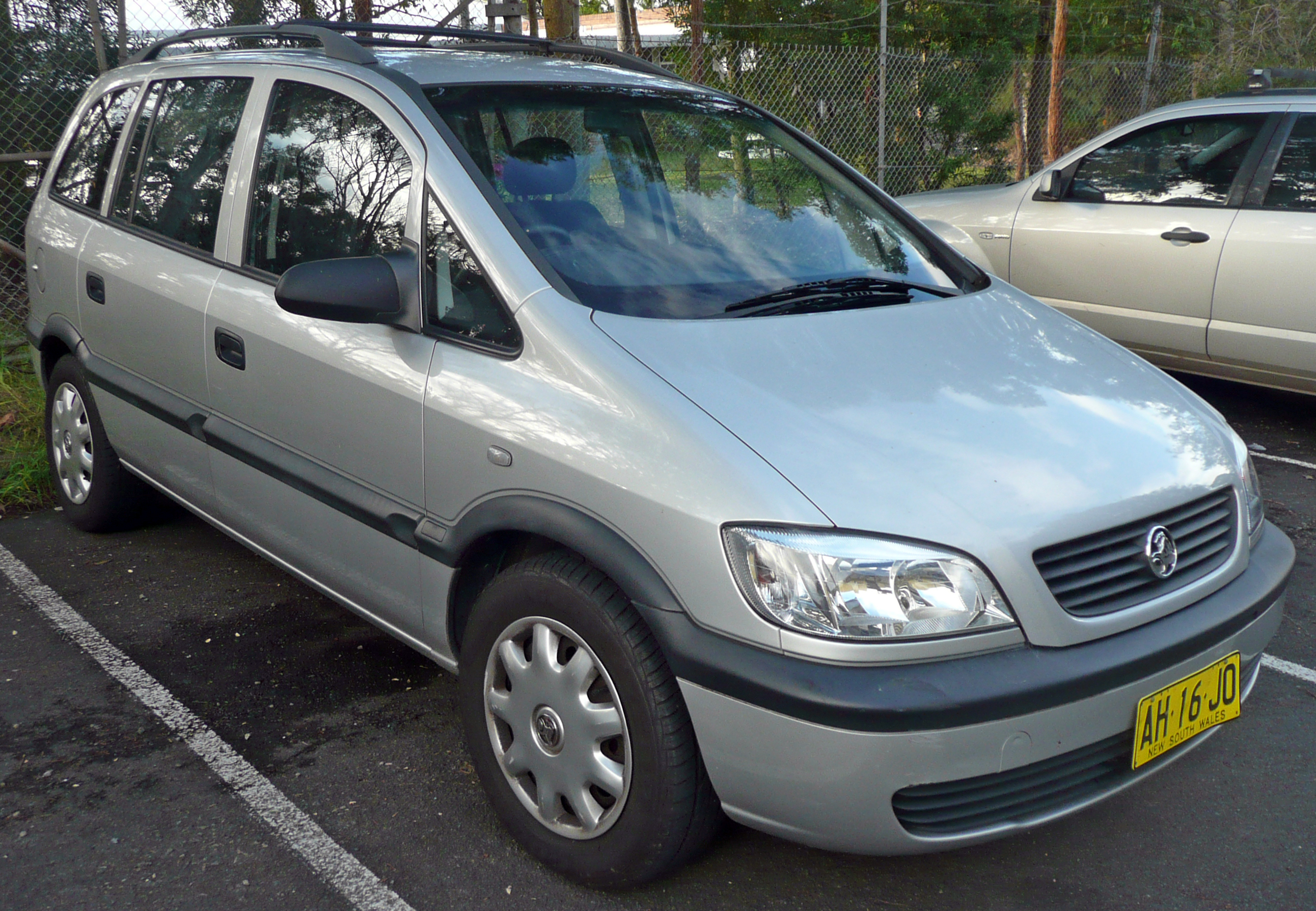
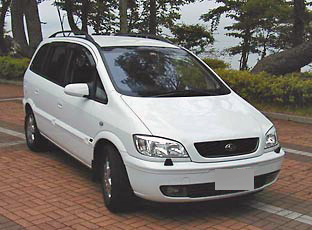